# 山嵐 (柔道)
山嵐（やまあらし）は、柔道の投技で手技の一つ。講道館や国際柔道連盟 (IJF) での正式名。IJF略号YAS。古流柔術での別名山落（やまおとし）

## 概要
講道館の創始者の嘉納治五郎の弟子で、柔術との試合に勝利した西郷四郎の得意技。
嘉納治五郎が学んだ天神真楊流には、「山落」という同様の技が存在する。
天神真楊流、井口義為の書いた本には「山嵐と云うは講道館にて附けたる名なり。揚心流、眞揚流、関口流にては山落と云う。」と書かれている。柔道家溝口紀子も論文で、西郷四郎の「山嵐」は古流柔術真楊流、楊心流で「山落し」と称されていた従来の技に嘉納治五郎が新たに「山嵐」と命名したもの、と発表している。
1920年（大正9年）、講道館の手技が整理された際に分類から一旦除外され幻の技となる。1926年、柔道の技術書『新式柔道』で金光弥一兵衛は山嵐について、理論に走り実際に適せぬ技または妙味に乏しい技、だとして掲載を省略した旨、記載する。1982年、講道館柔道の技名称投技が制定されると山嵐は含まれていた。
西郷四郎の山嵐は、嘉納治五郎をして「西郷の前に山嵐なく、西郷の後に山嵐なし」と言わしめるほどの技であった。
「柔道の技名称」の正式名は、その所作、動作を説明的に読み上げた形象的なものであるのに対し、抽象的な名称で呼ばれるのは、山嵐のみである。
富田常雄の小説『姿三四郎』（1942年）では、西郷四郎をモデルにした主人公の三四郎が完成させた「必殺技」として登場した。

## 技の掛け方
片方の襟と袖を掴み、上半身は背負って前に投げる動作、下半身は後ろに足を払う動作を組み合わせた形で（背負投と払腰の動作を同時に行う感じで）投げる技。
担いで、斜め後腰に乗せ、脚を払う（または、担ぎながら、脚を払う）様な形になるか、あるいは、外腹斜筋を伸ばす様な感じで投げる。柔道家の溝口紀子は背負落を変形した投技で背負落を踏ん張られた時に足を払うと自然と山落になるとしている。
右組みの場合
引き手は右袖を取り、釣り手は親指が下を向く方向で、親指以外の四指が外に出るようにして右襟を掴む。背負投（もしくは体落とし）と払腰を合わせたような形で投げる。腰は、払腰のように右後腰を入れ、そこに相手を乗せる。
ただし、相手の右脚を払うとき、右足の裏で払う。
背負投などと同じく背が低い者が高い相手を投げる際に有利であるとされる。
ちなみに、西郷の身長は五尺一寸（約153 cm）とされている。昔は、体落としのように掛けられていた。相手が右脚を引いた時、その脚に合わせるようにして掛けられていた。しかも、釣り手は親指が上でもよかった。
最近では、阿部一二三選手が決めたが、体落としと判定された。

### 四方投げ改良説
ライターの治郎丸明穂によると、ある大東流合気柔術の関係者は、西郷四郎の山嵐は大東流の四方投げを改良したものだ、という説を持っている。

## 変化
背負投の様に右組で右肘を相手の右腋下に入れながらの山嵐は西郷四郎の山嵐とは異なるが背負投や払腰の理合いとも異なるので山嵐に類する技とすることを1991年5月13日に講道館技研究部会で見解を統一したと柔道家の醍醐敏郎は述べている。